# Scholen
Scholen ist eine Gemeinde in der Samtgemeinde Schwaförden im Landkreis Diepholz in Niedersachsen, die auch als Scholen bei Sulingen bezeichnet wird.

## Geografische Lage
Die Gemeinde Scholen liegt bei Sulingen südlich vom Naturpark Wildeshauser Geest ungefähr in der Mitte zwischen Bremen und Osnabrück an der Bundesstraße 61.

### Nachbargemeinden
Ein gleichnamiger Ortsteil Scholen des Fleckens Bruchhausen-Vilsen liegt rund 17 km östlich an der Bundesstraße 6.

### Gemeindegliederung
Die Gemeinde besteht aus den beiden Ortsteilen Scholen mit Blockwinkel und Anstedt mit Haaßel.

## Eingemeindungen
Am 1. März 1974 wurde die bisher selbständige Gemeinde Anstedt eingegliedert.

## Politik

### Gemeinderat
Der Gemeinderat aus Scholen setzt sich aus neun Ratsfrauen und Ratsherren zusammen.
- WGS 9 Sitze

(Stand: Kommunalwahl am 12. September 2021)

### Bürgermeister
Der ehrenamtliche Bürgermeister Karl-Heinz Schwenn wurde am 9. September 2001 gewählt.

### Wappen
Das Wappen der Gemeinde Scholen zeigt im geteilten Schild oben in Rot die Kirche von Scholen mit ihrem charakteristischen Mittelturm in seitlicher Sicht und unten in Silber drei rote Rosen mit je fünf Kelchblättern und goldenem Staubgefäß.

## Kultur und Sehenswürdigkeiten

### Bauwerke
- Kirche zu Scholen[4]

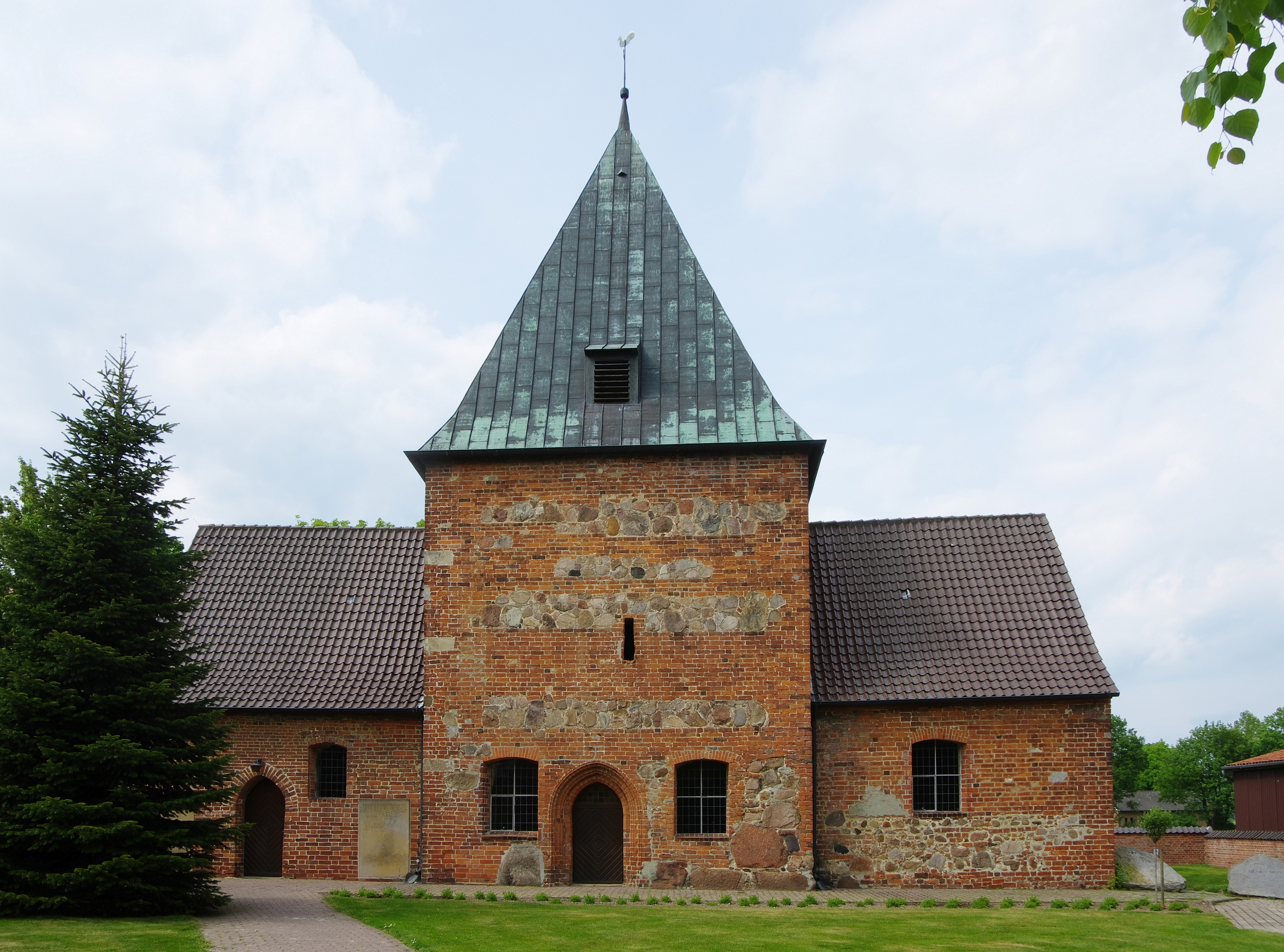
Kirche Scholen (2016)

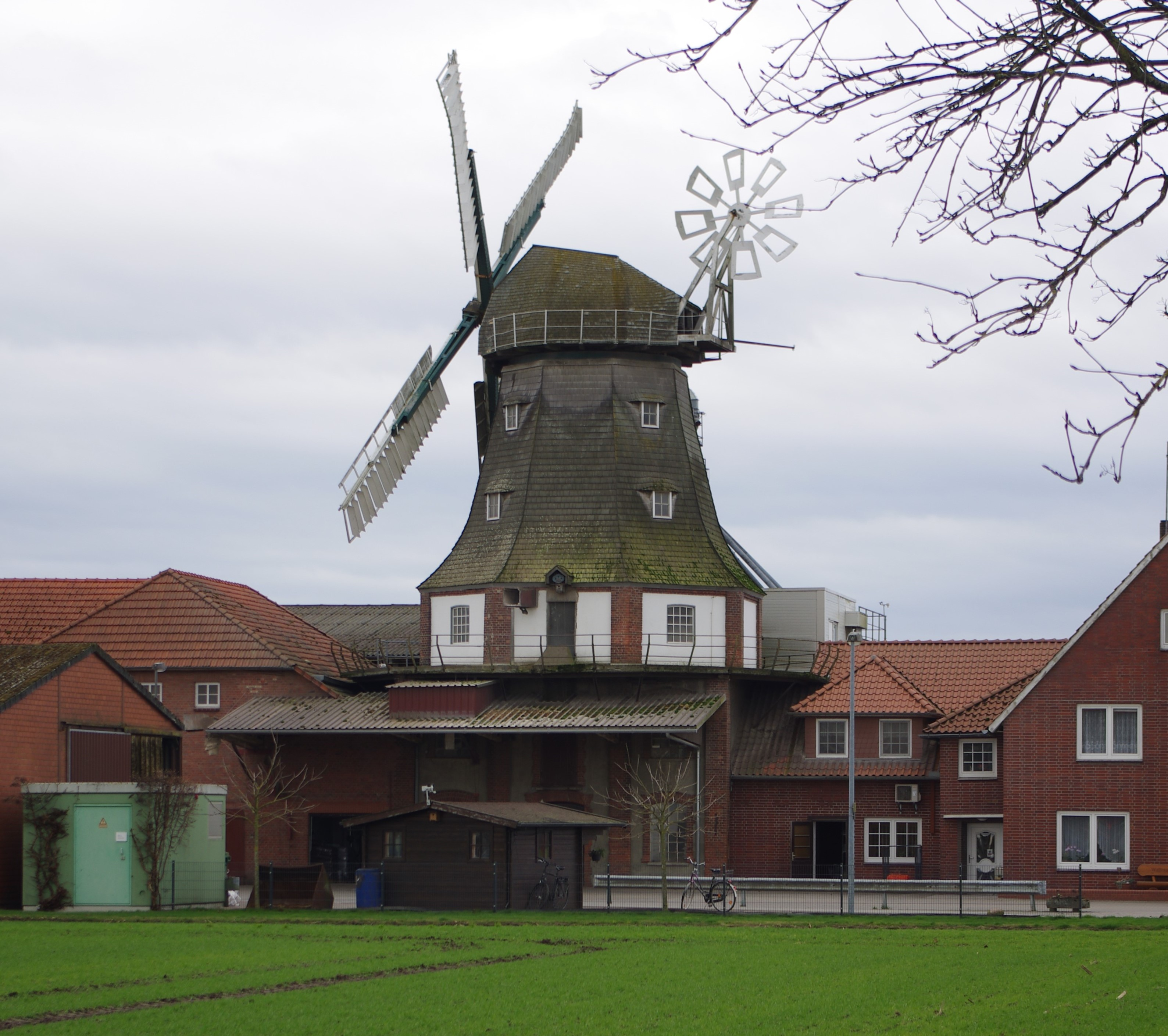
Windmühle in Scholen (2022)

- Windmühle. Es handelt sich um eine Galerie–Holländermühle mit einer Höhe von 21 Metern. Ihr Unterbau (10 m × 10 m) besteht aus Ziegelsteinen, während der Stapel und die Haube mit Holzschindeln gedeckt sind. Die Jalousieflügel haben eine Länge von 9,60 m.[5]

### Naturdenkmäler
- Bei der Linde auf dem Kirchhof handelt es sich um eine Gerichtslinde. Darin sind sieben Linden zu einem Baum zusammengewachsen.[6]

## Wirtschaft und Infrastruktur

### Verkehr
Direkt durch die Gemeinde verläuft die Bundesstraße 61, die von Bassum nach Minden führt.

### Bildung
- Seit 1979 ist die zwei- bis dreizügige Grundschule, in der auch die Kinder aus Anstedt und Neuenkirchen beschult werden, an ihrem jetzigen Standort. Das Gebäude stammt aus dem Jahr 1957, Erweiterungsbauten erfolgten 1990 und 1997.[7]
- Seit 1979 gibt es in Scholen auch die Reisende Werkschule, welche Schulverweigerern eine reale Chance bietet, den Schulabschluss zu machen.[8]

## Söhne und Töchter der Gemeinde
Im heutigen Ortsteil Vohrde wurden geboren:
- Diederich Logemann (1872–1959), deutscher Politiker (DNVP), MdR
- Fritz Logemann (1907–1993), deutscher Politiker (DP, FDP), MdB, MdL (Niedersachsen), Parlamentarischer Staatssekretär beim Bundeslandwirtschaftsminister